# まニャン子クラブ
まニャン子クラブ（まニャンこクラブ）は1999年、ニッポン放送のラジオ番組『鶴光の噂のゴールデンアワー』から誕生した女性アイドルグループである。
同番組の「招き猫キャンペーン」のキャンペーンガールとして結成され、各地の商店街でレポーターを務めたほか、グループ内ユニットを輩出するなどした。
2000年5月31日に解散。解散後もそれぞれの芸能活動を続けたメンバーが多い。

## ビデオ
- まニャン子クラブ on surf & snow（2000年4月19日発売、ポニーキャニオン）

## DVD
- まニャン子クラブ on surf & snow（2000年5月17日発売、ポニーキャニオン）

## メンバー一覧
- 会員番号1番 折原奈美 - 後にキーヤキッスぱにっくに加入。
- 会員番号2番 ももちあずさ  - 伊賀忍者・百地三太夫の末裔。2000年3月17日に脱退。2003年にめざまし調査隊として活躍。
- 会員番号3番 河北純 - 特技はダンス、テニス、バレエ。
- 会員番号4番 Jolene（ジョリーン） - ジャッキー・チェンの秘蔵っ子。2000年2月28日に脱退。
- 会員番号5番 岸本幸枝 - 北島三郎の秘蔵っ子。後に岸本ゆきえとして「王様のブランチ」に出演。
- 会員番号6番 小嶋亜美 - 後にユニットCheer☆Angelのメンバーとなる。
- 会員番号7番 町田恵 - 元チェキッ娘。
- 会員番号8番 内田恵子 - 英検1級、タガログ語もできる才女。
- 会員番号9番 石川千奈津 - 1998年のミス明治学院大学。
- 会員番号10番 矢部美佳 - 矢部美穂の妹。
- 会員番号11番 松本江里子 - 元チェキッ娘。最後（2000年2月17日）に加入したメンバー。

## 関連ユニット＆ソロ
- ラスト☆エンジェル（折原、ももち、Jolene、岸本、町田、松本）

『小さなHappy』でCDデビューした。
- 岸本ゆきえ

「Happy go lucky」でCDデビューした。